# Le teste parlanti
Le teste parlanti (Gadajace glowy) è un cortometraggio documentario del 1980 diretto da Krzysztof Kieślowski.